# 미리암 부아예

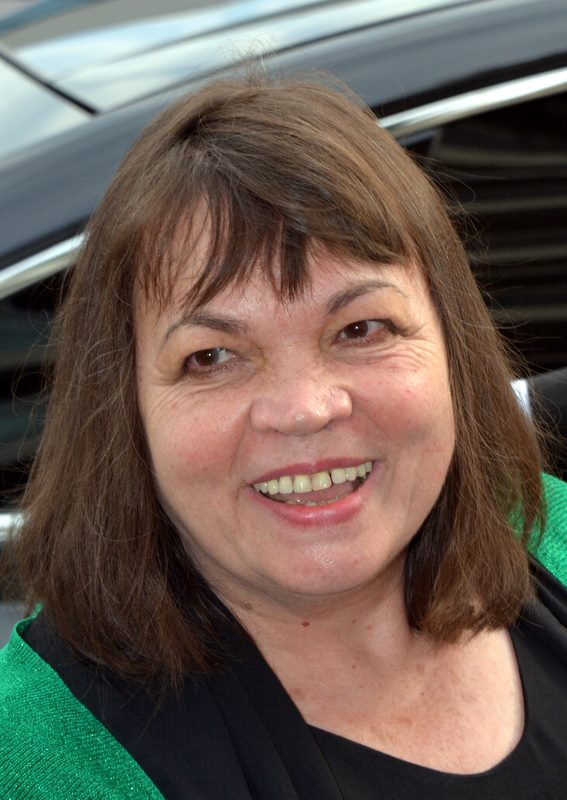

미리암 부아예(프랑스어: Myriam Boyer, 1948년 5월 23일 ~ )는 프랑스의 배우이다.
리옹에서 태어났다.

## 영화
- 두 개의 사랑 (2017년) - 로즈 역
- 송 오브 더 블랙버드 (2015년)
- 데쓰 바이 데쓰 (2015년)
- 무슈 파파 (2011년)
- 더 크링크 오브 아이스 (2010년)
- 멘쉬 (2009년)
- 퍼블릭 에너미 넘버 원 2 (2008년)
- 퍼블릭 에너미 넘버원 (2008년)
- 역의 로망 (2007년)
- 1, 2, 3 태양 (1993년)
- 금지된 사랑 (1992년) - 마담 아메 역
- 세상의 모든 아침 (1991년) - 기뇨트 역
- 내겐 너무 이쁜 당신 (1989년)
- 80년대 갤러리 (1986년)
- 뼁뽈로의 여행 (1985년)
- 세리 누아르 (1979년) - 잔느 역
- 병영의 호텔 (1978, L'Hôtel de la plage)
- 2000년에 25살이 되는 조나 (1976년)
- 벵상 프란시스 그리고 폴 (1974년)
- 크레이지 보이 - 신병 대행진 (1974년)
- 당나귀 공주 (1970년)